# Marcos N. Juárez
Marcos Nicolás Juárez (Córdoba, 10 de enero de 1843-25 de marzo de 1900) fue un estanciero y político argentino, jefe político del Departamento Unión, jefe de policía de la capital cordobesa y gobernador de la provincia de Córdoba entre el año 1889 y 1890. Sufrió la crisis y revolución del '90 junto a su hermano, el presidente Miguel Juárez Celman, movimiento que lo despojó de su cargo como gobernador.

## Trayectoria política
Hijo de José Marcos Juárez, y Rosario Celman, nació el 10 de enero de 1843 en la ciudad de Córdoba. Era apenas un año mayor que su hermano Miguel Juárez Celman, ministro de Gobierno, gobernador de Córdoba, senador, y luego presidente de la Nación.
Tempranamente se incorporó a los escuadrones que apoyaron a Buenos Aires contra la Confederación. Luchó en Pavón, en 1861. En 1863 regresa a Córdoba, dedicándose a las tareas rurales en el Departamento Unión. En 1869 se casó con doña Claudina Revol Núñez, prima de Rafael Núñez.
En 1880 forma parte de los ejércitos del general  Roca en los combates por la capitalización de Buenos Aires, siéndole reconocido el grado de teniente coronel por su actuación.
Su vida pública comienza cuando fue nombrado Jefe Político del Departamento Unión. En 1883, es electo miembro del primer Concejo Deliberativo Comunal de la ciudad de Córdoba. También fue designado senador por el Departamento Calamuchita.
En 1884 el gobernador Gavier lo designa en el cargo de Jefe de Policía de la capital cordobesa, donde crecieron su poder y el temor de sus opositores.
En esos días fue común encontrar en la prensa acusaciones de adversarios o víctimas del caudillo. Las acusaciones hablaban de coimas, fraude, amenazas, intimidación, etc. A lo que el caudillo respondía con juicios por injurias.
Dentro de la policía organizó una asociación secreta apodada La Cadena, cuyos objetivos eran hacer embrollos en los comités, incentivar el fraude en los actos electorales e intimidar a los políticos opositores. Los abusos y arbitrariedades de La Cadena se hicieron carne en los métodos de la policía, y continuaron bajo los gobiernos posteriores.
En 1887 fundó con varios de sus amigos y allegados el Club El Panal, centro masónico donde se nuclearía políticamente el juarismo y sería eficaz arma política para encumbrar adeptos o derribar opositores.
La obsecuencia política y el personalismo de los Juárez se vería abonada al colocar sus nombres a localidades, plazas, calles, etc. El Departamento Unión fue dividido y una parte se llamó Marcos Juárez; numerosos barrios del Panal se trazaron en villas y pueblos, etc.
Luego de conspirar contra el gobernador Ambrosio Olmos, con quien lo había enfrentado una suerte de puja personal, logró imponer su candidatura de gobernador de Córdoba en enero de 1889.
El diario El Nacional afirmaría:
El número de electores alcanzaba a 51, y 51 sin faltar uno solo, votaron por el hermano mayor del Presidente y hermano mayor del Santísimo Panal, sus dos títulos más prominentes para haber alcanzado la gobernación de su terruño. Ya le tenemos, pues, a Don Marcos, gobernador de Córdoba; ya lo tenemos de polea principal de la máquina electoral que se está montando a culatazos; ya lo tenemos de TRANQUERA DEL INTERIOR. Solo una personalidad no tomó parte en la fiesta, el pueblo....

## Gobernación de Córdoba
A fines de 1888 se aproximaban los comicios para electores de gobernador y vice, para los que el Partido Autonomista Nacional propiciaban la fórmula Marcos N. Juárez-Eleázar Garzón.
En enero de 1889, el Colegio Electoral de la provincia de Córdoba proclamó oficialmente al binomio Juárez-Garzón como gobernador y vice de la provincia. El traspaso del mando se produjo el 17 de mayo, quedando Córdoba otra vez en total sintonía con el gobierno nacional, ya que Marcos N. Juárez era hermano del presidente Miguel Juárez Celman.
Como su defenestrado antecesor, tendría un reputado ministro de Gobierno, Justicia y Culto, el Dr. José Figueroa Alcorta.
El mismo día de la asunción en el cargo, el gobernador Marcos Juárez dejó inaugurado el edificio central del Banco de Córdoba, y dos días después el tranvía de caballos que unía el centro de la ciudad con el barrio Alta Córdoba. Con ese espíritu progresista, el 30 de julio de 1889 La Legislatura cordobesa aprobó una ley en virtud de la cual se propiciaba la construcción de un canal navegable desde Córdoba hasta San Lorenzo, sobre la base de un proyecto del ingeniero Luis A. Huergo, primer ingeniero de la Argentina. El canal Huergo tenía como finalidad transformar a Córdoba en puerto con salida al mar por el río Paraná, eludiendo el poder de Buenos Aires.
La década de 1880 iba finalizando, las obras públicas avanzaban a todo ritmo, al igual que los primeros síntomas de una severa crisis financiera.

### La crisis del '90
En el inicio de 1890 la realidad económica del país en general, y de la provincia de Córdoba en particular, se veía seriamente comprometida. El gobernador Marcos Juárez expresaba que la situación era de calma aunque reconocía que ciertas dificultades se basaban en la suba del oro y en las exigencias de los banqueros que habían otorgado los empréstitos. A pesar de la inflación y de las severas dificultades financieras, el gobierno cordobés se empeñaba en continuar con las construcciones del Teatro Nuevo (Actualmente denominado Del Libertador) y de los diques Mal Paso y San Roque.
En mayo de 1890 se realizó un censo provincial de población, que reveló un total de 325.803 habitantes residentes en territorio cordobés. El estado ya no podía abonar oportunamente los sueldos de los agentes públicos, la oposición comenzaba a organizarse cada vez más bajo el nombre de los cívicos, oponiéndose a las decisiones del Unicato. Las críticas arreciaban desde la nueva oposición gestada por la Unión Cívica de la Juventud. El movimiento pronto encontró adherentes en Córdoba. El nuevo movimiento nucleaba prestigiosos dirigentes, siendo sus principales banderas el sostenimiento de las libertades públicas, el libre ejercicio del derecho del sufragio, la pureza de la moral administrativa, el fortalecimiento de la autonomía de las provincias y de los beneficios del régimen municipal, etc.
El 13 de abril de 1890 había nacido en Buenos Airesla Unión Cívica de la Juventud,  logrando gran aval popular a través de los mítines del Jardín Florida (Buenos Aires, 1889), y del Frontón Buenos Aires (1890).  y rápidamente llegó a Córdoba la necesidad de organizar una agrupación similar. El 15 de mayo apareció la Unión Cívica local que tuvo como presidente al doctor Juan M. Garro, acompañado por figuras como Pedro C. Molina, José María Ruiz, Felipe Díaz, Agustín San Millan y Temístocles Castellano, entre otros. La reacción contra la oligarquía se sustentaba en los viejos opositores, en los sectores católicos, y en esa nueva clase que venía creciendo a base de esfuerzo y sacrificios: los inmigrantes.
La situación política era seguida con celo en todos los sectores de la sociedad. A pesar de los bríos del gobierno por controlar la información, especialmente la que se enviaba por telégrafo desde Buenos Aires a Córdoba, los diarios locales continuaban amparando con vehemencia sus respectivas ideas: Los Estados y  El Interior defendían las acciones oficialistas; mientras que El Porvenir, dirigido por el presbítero Jacinto Roque Ríos, criticaba abiertamente al gobierno.
Desgraciadamente, otra vez se vivirían duros acontecimientos en los que la intolerancia entre los argentinos cobraría numerosas víctimas fatales.

### La revolución del '90
La situación del presidente Miguel Juárez Celman se mostraba cada día más comprometida. Los despliegues de la oposición y la complacencia de sectores del mitrismo y del roquismo para destronar al juarismo, hicieron eclosión a fines de julio de 1890.
Para estar al lado de su hermano en tan cruciales momentos, el gobernador Marcos Juárez delegó el mando en el vicegobernador Eleázar Garzón, y se dirigió el 22 de julio a Buenos Aires junto al jefe de policía, Félix M. Paz. El gobierno cordobés declaró a la provincia en estado de asamblea y convocó a todas las fuerzas de la Guardia Nacional bajo el mando del comandante Ramón I. de Olmos, las que se dirigieron a Buenos Aires.
Al entrever que la lucha legal les estaba vedada por el fraude electoral reinante en las prácticas gubernamentales, con contactos incluso dentro del ejército, decidieron la vía revolucionaria.
El 26 de julio se produjo el estallido de la Revolución del Parque encabezado por Leandro N. Alem, en lo político, y el general Manuel J. Campos, en lo militar. Las deliberaciones y la inacción de los insurgentes permitieron al gobierno tomar la iniciativa para controlar la situación. Después de tres días de enfrentamientos, la rebelión había sido sofocada, pero el juarismo había quedado malherido. Su mayor logro sería la renuncia de Miguel Juárez Celman a la presidencia, quien arrastraría en su caída a su hermano, Marcos N. Juárez, quien renunció en agosto a su cargo de gobernador.

### Las repercusiones en Córdoba
El vicegobernador a cargo del Poder Ejecutivo provincial, Eleázar Garzón, felicitó al presidente Miguel Juárez Celman por haber defendido las instituciones del país, mientras la noticia de los muertos causaba consternación en diversos sectores de la sociedad y los partidos del oficialismo se lanzaban a festejar desenfrenadamente el triunfo.
El gobernador Marcos Juárez regresó a Córdoba el 3 de agosto, antes de la renuncia del presidente, en tanto la oposición de la Unión Cívica de Córdoba se hacía cada vez más fuerte, en especial cuando llegó a Córdoba José Manuel Estrada, fiscal acusador de los excesos del juarismo.
Era insostenible la situación del gobernador Marcos Juárez, quien debó resignarse a correr la misma suerte de su hermano. La revolución había terminado con la hegemonía del juarismo, pero no le alcanzó a torcer el brazo al poder del Partido Autonomista Nacional. El 19 de agosto, Marcos Juárez presentó su renuncia a la Legislatura cordobesa, la cual fue aceptada. Al día siguiente, asumía el nuevo mandatario de Córdoba, Eleázar Garzón.
Marcos N. Juárez volvería a dedicarse a las tareas rurales, como en su juventud, cuando adquirió hábitos camperos que nunca le abandonarían. Es fama que cuando era Jefe de Policía solía recorrer las calles de la ciudad vestido de paisano y montado a caballo.
Murió el 25 de marzo de 1900, en medio de las críticas de los medios que resaltaron que pudo ser una buena persona, pero con toda seguridad fue un pésimo mandatario.